# ウェイヴァリー (ニュージーランド)

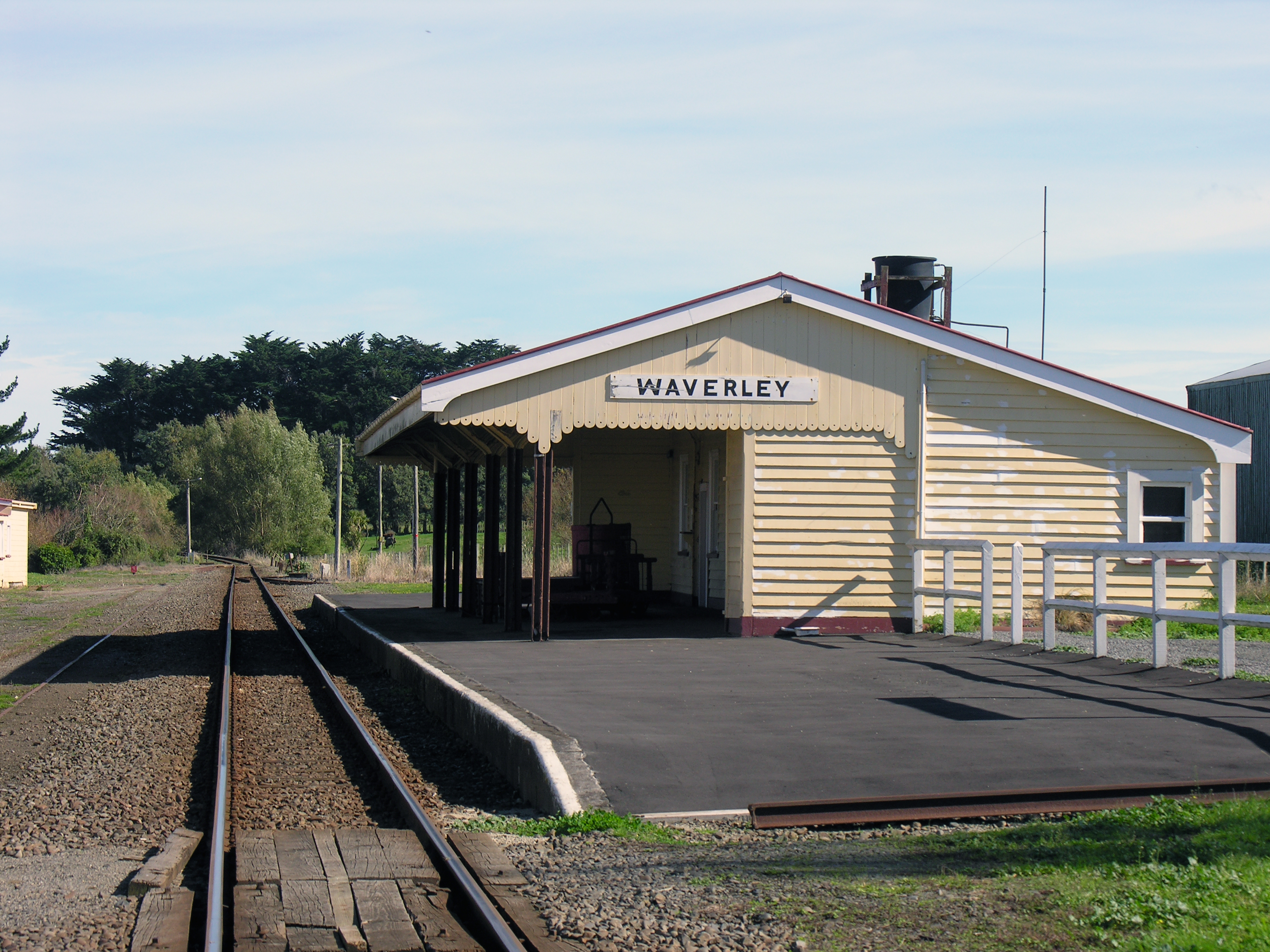
ウェイヴァリー駅.

ウェイヴァリー (英: Waverley) は、ニュージーランドの北島のタラナキ地方東南部にある小さな田舎町で、ワンガヌイから約44km内陸に位置する。パテアからの距離は17kmとなる。町の人口は、2006年において861人であった。